# Marat Zakirov
Marat Sagitovich Zakirov (Nizhnekamsk, 8 de novembro de 1973) é um jogador de polo aquático russo, medalhista olímpico.

## Carreira
Marat Zakirov fez parte do elenco medalha de prata de Sydney 2000, e bronze em Atenas 2004.